# Bogdan Konopka
Bogdan Konopka (23. července 1953 Dynów – 19. května 2019) byl polský fotograf a umělecký kritik, který začal fotografovat v polovině 70. let. Narodil se v polském Dynówu a v roce 1989 se přestěhoval do Francie. V roce 1998 mu byla udělena Grand Prix de la Ville de Vevey v rámci Evropské fotografické soutěže. Získal celou řadu stipendií například Pro Helvetia (Švýcarsko 1993), od města Paříž (1994), od Francouzského velvyslanectví v Pekingu (2005), od Francouzského kulturního institutu v Rumunsku a Bělorusku (v letech 2000 a 2004). Je autorem slavné výstavy Paris en gris (Šedá Paříž, 2000) v Polském institutu v Paříži a Invisible City (2003) v Centre Pompidou. Bogdan Konopka nejraději pracoval s velkoformátovou fotografickou kamerou.

## Vybrané samostatné výstavy
Podle zdroje.
- Leçons de Ténèbres, Leica Gallery Warsaw (2018).
- The magical Wrocław, The City Museum of Wrocław (2012).
- Grey Memory, FF gallery, Łódź (2009).
- Beijing Opera - work in progress, BWA gallery, Bielsko-Biala (2006).
- Faces, Galeria Mała CSW-ZPAF gallery, Warsaw (2004).
- Mutatis mutandis, Transphotographique Festival, Lille, Francie (2004).
- Autumn in Beijing, FF gallery, Lódź (2004).
- The invisible city, Paříž, The Pompidou Center, Paříž (2003).
- The invisible city, Paříž, Ping Yao Photofestival, Čína (2003).
- The cryptograms (společně s Mariuszem Hermanowiczem), Entropia gallery, Wrocław & Biennial of Photography and Visual Arts, Liège, Belgie (2002).
- Reconnaissance, Nouveau Theatre d'Angers, Francie; PF gallery, Poznań; Pennings Gallery, Eindhoven, Nizozemsko (2001).
- The Grey Paříž (Paříž en gris), Month of Photography, The Polish Institute in Paříž (Mois de la photo, Institut Anglais, Paříž); The Invisible City (La ville invisible), French Cultural Center, Cluj (Centre culturel français, Cluj) & the French Institute ( Institut Français), Bucharest; Reconnaissance, Images 2000 Vevey; Cassel Museum (Musee de Cassel) (2000).
- The end and the beginning, Mała Galeria gallery, Varšava; The Invisible City, Acta International Gallery, Rome; The key, open-closed (Ouvert-ferme), Françoise Paviot Gallery, Paříž (1998).
- The invisible city (La ville invisible), Forum de l'Image, Toulouse (1997).
- The invisible city, Paris (La ville invisible, Paris), Arena Gallery, Arles (Galerie Arena, Arles) & Galeria FF Lodz (1995).
- Modern photography in Francie: from the collection of FNAC, Month of Photography, Moskva (1996).
- The aura of the duration (L'aura de la durée), September of Photography, Reims (1995).
- De rerum natura, The May of Photography, Reims.
- The invisible city, Festival of Photography in Arles; Contacts, The castle in Angers (1994).
- Bogdan Konopka, Rencontres d'Arles festival (1992).
- Secret Gardens (Jardins secrets), Saint Florent-le-Vieil (1993).
- Photographs 1981-1989, Le Triangle gallery, Rennes (1990).
- Meetings with photography, drawing and words, Entropia Gallery, Wroclaw (1988).
- The lifetime reality, Galeria Czarna gallery, Legnica (1985)
- "120", Okno gallery, Legnica (1983)
- Empty-Full, Foto-Medium-Art gallery, Wroclaw (1982)
- Solidarity, "Na Antresoli" gallery, Wroclaw (1981)

## Díla ve sbírkách
Podle zdroje.
- The National Museum of Modern Art - Centre Pompidou, Paříž.
- National Library (Bibliothèque nationale de France), Paříž.
- National Collection of Contemporary Art, FNAC, Paříž.
- Carnavalet Museum (Musée Carnavalet), Paříž.
- European House of Photography (Maison européenne de la photographie), Paříž.
- Conservatoire du Littoral (Conservatoire du Littoral), Paříž.
- Fnac-Photo Collection (Collection Fnac-Photo).
- Center of Photography (Centre photographique de Nice), Nice.
- Gallery Chateau d'Eau (Château d'eau de Toulouse), Toulouse.
- Regional Center of Photography (Centre régional photographique) Douchy-les-Mines.
- Museum of Fine Arts (Musee des Beaux-Arts d'Angers), Angers.
- Artothéques Nantes, Grenoble, Angers (Artothéques de Nantes, Grenoble, Angers).
- Cassel Museum (Musee de Cassel).
- International Photographic Meetings, Arles (RIP Arles), Museum of Contemporary Art (Musee d'Art Moderne), Lodz National Museum (Musee National), Wroclaw.
- Elysee Museum (Musée de l'Élysée), Lausanne.
- Camera Museum (Musee de l'appareil photographique), Vevey.
- French Cultural Centre (Centre culturel français), Cluj.
- Candace Periche Collection (Collection Candace Periche).